# Ross Brown (rugbysta)
Ross Brown (ur. 8 września 1934 w New Plymouth, zm. 20 maja 2014 tamże) – nowozelandzki rugbysta występujący w formacji ataku, reprezentant kraju.
Uczęszczał do King’s College w Auckland, szkołę reprezentował w rugby, krykiecie oraz lekkoatletyce. Związany był z klubem New Plymouth HSOB RFC i przez całą karierę reprezentował region Taranaki, dla którego zadebiutował w 1953 roku jeszcze jako nastolatek. Do 1968 roku rozegrał w jego barwach 144 mecze zdobywając 209 punktów, także jako kapitan, a zespół w dwóch okresach (1957–1959 i 1963–1965) był posiadaczem Ranfurly Shield.
W wieku dwudziestu lat zadebiutował w reprezentacji kraju w meczu z Wallabies. Występował wówczas, tak jak w Taranaki, jako środkowy ataku, został jednak przestawiony na pozycję łącznika ataku podczas czteromeczowej serii ze Springboks rok później. W tej roli występował przez kolejne trzy sezony – przeciwko Australii i British and Irish Lions, choć był krytykowany za słabą grę nogą. Z powodów rodzinnych opuścił wyjazd do RPA w 1960 roku, powrócił do składu rok później na środek ataku na mecze z Francją. W 1962 zagrał jeszcze podczas wyprawy do Australii i był to jego ostatni występ w kadrze, bowiem na poziomie regionalnym odkrył wówczas talent do kopania dropgoli, będąc wówczas łącznikiem ataku. Ironicznie będąc uważany głównie za kopacza, i krytykowany za zbytnie poleganie na grze nogą, nie znalazł uznania u selekcjonera kadry Freda Allena, pomimo wysokiej formy w zespole Taranaki. Ogółem zagrał w szesnastu testmeczach, w których zdobył dwanaście punktów, a także w dziewięciu meczach towarzyskich All Blacks. W 1958 roku z kadrą U-23 odbył tournée po Japonii i Hongkongu.
Łącznie podczas kariery sportowej wystąpił w 207 spotkaniach zdobywając ponad siedemdziesiąt przyłożeń. Wspomagał następnie rozwój młodych graczy, a także współtrenował żeński zespół Taranaki. W 1976 roku ufundował puchar dla zwycięzcy turnieju dla zespołów U-13 z regionu Taranaki.
Był członkiem rodziny związanej z rugby – jego ojciec, Handley, oraz wuj, Henry, występowali w reprezentacji kraju; zaś jego brat Don i syn Andrew grali dla nowozelandzkich regionów. Ze względu na pogarszający się stan zdrowia przebywał w domu opieki, gdzie zmarł w wieku 79 lat.